# Sammelplatz (Brandschutz)

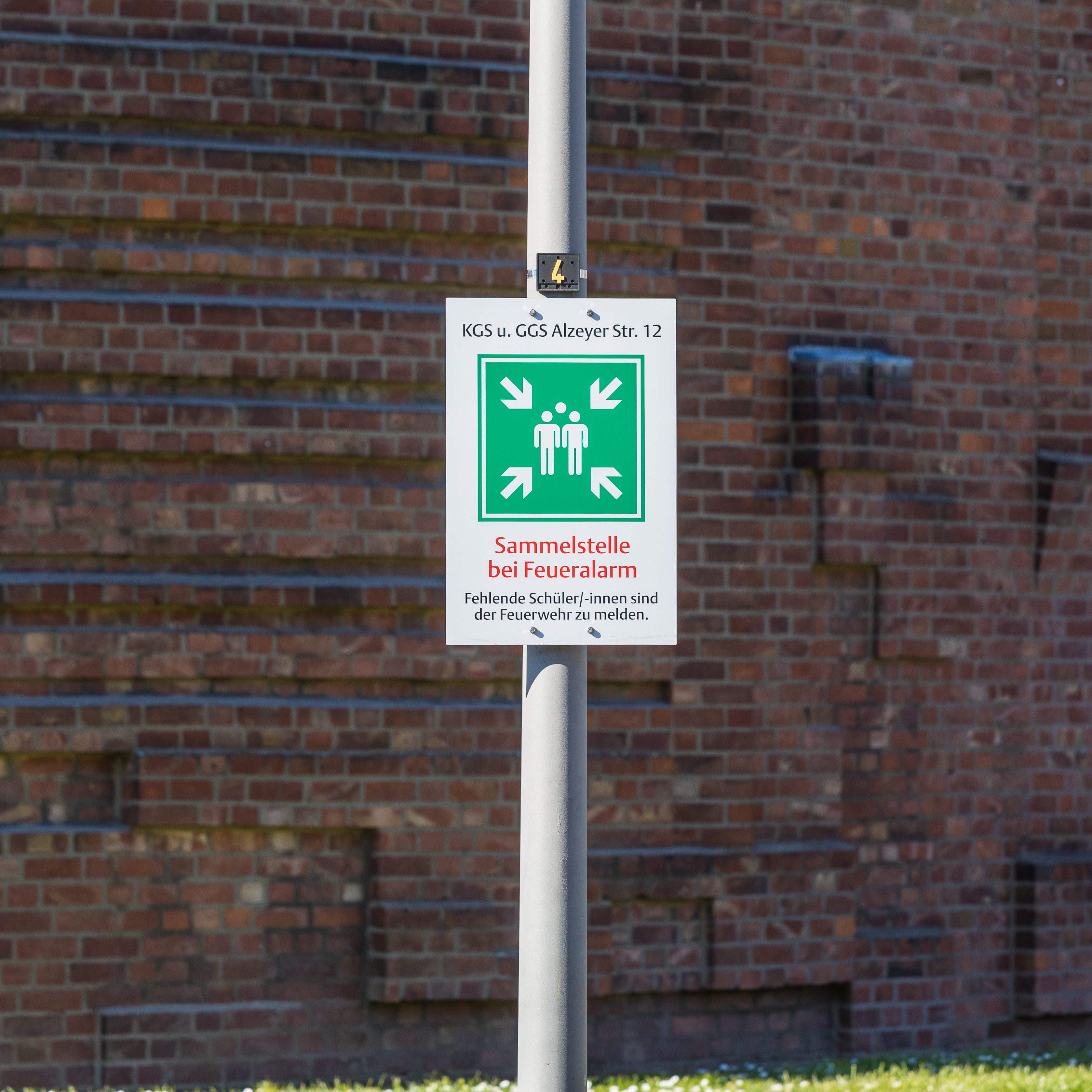
Sammelstelle bei Feueralarm der KGS und GGS Alzeyer Straße 12, Köln-Bilderstöckchen

Der Sammelplatz, auch früher als Sammelpunkt bezeichnet, ist der Ort, wo das Sammelstellenschild (Schild E007 „Sammelstelle“ ASR A1.3) aufgestellt wird. Der Sammelplatz ist ein Punkt, an dem sich im Brand- oder Schadensfall, also in der Regel bei einer Gebäudeevakuierung, alle Personen aus einem Gebäude sammeln sollen. In der Fachwelt hat sich zur einheitlichen Begriffsdefinition der Begriff „Sammelstelle“ durchgesetzt. Die Sammelstelle muss so gewählt sein, dass sie sicher, außerhalb einer möglichen Gefahrenzone (z. B. Verrauchung, Trümmerschatten sowie stark genutzten Verkehrswegen, auch Rettungs-/ und Angriffswegen von Feuerwehr und Rettungsdiensten) liegt. Bei der Auswahl ist auch zu berücksichtigen, ob die betroffenen Personen in der überwiegenden Mehrzahl das Gebäude kennen oder eher ortsfremd sind.

## Bedeutung
Eine Sammelstelle bietet die Möglichkeit, die vollständige Räumung des Gefahrenbereichs zu überprüfen, im einfachsten Fall durch simples Durchzählen (beispielsweise bei Schulklassen). Wenn dies nicht möglich ist, weil die Anzahl der betroffenen Personen nicht bekannt ist – wie bei Behörden mit Publikumsverkehr oder Kaufhäusern –, besteht aber die Chance, durch Befragen der Personen an der Sammelstelle einen groben Überblick zu bekommen.
Personen, die aus dem unmittelbaren Gefahrenbereich zur Sammelstelle gekommen sind, können gezielt weiter betreut werden, z. B. durch Bereitstellung eines Busses oder eines Betreuungszeltes. Sich anbahnende Krisen können gezielt durch Betreuungspersonal abgefangen werden.

## Kennzeichnung
| Auf dem Land  | Auf dem Land | Auf Schiffen  | Auf Schiffen                              |
| ------------- | ------------ | ------------- | ----------------------------------------- |
| ISO 7010      | DIN 4844-2   | ISO 7010      | IMO A. 760 (18)                           |
| ISO 7010 E007 | E011         | ISO 7010 E032 | IMO A. 760 (18) Sign 023 Assembly station |

Gekennzeichnet werden Sammelstellen durch ein grünes Piktogramm mit einer stilisierten Personengruppe in der Mitte, auf die aus allen Ecken ein Pfeil deutet.
Gemäß der Technischen Regel für Arbeitsstätten ASR A1.3 „Sicherheits- und Gesundheitsschutzkennzeichnung“ ist die Kennzeichnung gemäß ISO 7010 mit dem Zeichen E007 vorzunehmen. Die Piktogrammfarbe muss den Spezifikationen der ISO 3864-4:03-2011 entsprechen. Wird in Betrieben insgesamt noch die „alte“ Beschilderung nach BGV A8 verwendet, ist dies zulässig. Eine Vermischung von Beschilderungen nach BGV A8 und ASR A1.3 ist nicht statthaft.